# FAO-UNESCOs jordklassifikation
FN-organisationen FAO har udviklet en international jordklassificering, som kaldes World Soil Classification og på dansk FAO-UNESCOs jordklassifikation. Den har været anvendt som reference i perioden 1974-1998. Siden 1998 er denne jordbundsklassificering blevet erstattet af "World Reference Base for Soil Resources", der er meget forbedret i forhold til FAO's model.
FAOs jordklassificering giver mulighed for at diskutere jordtypernes dannelse (pedogenese) i forhold til de vigtigste faktorer, som påvirker dannelsen. Klassificeringen blev offentliggjort sammen med UNESCOs Soil Map of the World fra 1974 (målestok 1:5.000.000). Mange af de navne, som bruges i FAO-klassificeringen, bruges i forvejen i flere lande og i samme betydning.
Klassificeringen blev oprindelig udviklet som en signaturforklaring til Soil Map of the World, men den er senere blevet brugt af FN til andre af deres projekter. Mange lande har valgt at bruge ændrede versioner, som er afpasset efter deres specielle formål.
De forskellige jordbundsenheder betegnes som jordgrupperinger der er defineret ved det dominerende element i jorden og ved følgende træk:
- egenskaber (f.eks. saltindhold, stenethed, undergrund)
- tekstur (grov, middel og fin)
- hældningsgrad (plan til svagt bølget, bølget til bakket og stejl til bjergagtig)

FAO's jordbundskort er et meget enkelt klassificeringssystem med grove opdelinger, men det er det eneste, som for alvor er internationalt, og de fleste jorde kan indpasses på grundlag af en beskrivelse af forholdene på stedet. Systemet er udviklet til brug for en kortlægning af kontinenterne, men ikke til mere præcise, lokale beskrivelser.

## FAO's jordbundsenheder
- Acrisol
- Andosol
- Arenosol
- Cambisol
- Chernozem
- Ferralsol
- Fluvisol
- Gleysol
- Greyzem
- Gypsisol
- Histosol
- Kastanozem
- Lithosol
- Luvisol
- Nitosol
- Phaeozem
- Planosol
- Podzol
- Podzoluvisol
- Ranker
- Regosol
- Rendzina
- Solonchak
- Solonetz
- Vertisol
- Yermosol